# 5156 Golant
5156 Golant este un asteroid din centura principală de asteroizi.

## Descriere
5156 Golant este un asteroid din centura principală de asteroizi. A fost descoperit pe 18 mai 1972 la Observatorul de Astrofizică din Crimeea de Tamara Smirnova. El prezintă o orbită caracterizată de o semiaxă mare de 2,40 ua, o excentricitate de 0,19 și o înclinație de 5,6° în raport cu ecliptica.